# Pârâul Stroiei
Pârâul Stroiei este un curs de apă, afluent al râului Ialomicioara. 